# کروم(III) اکسید
اکسید کروم(III) (به انگلیسی: Chromium(III) oxide) با فرمول شیمیایی Cr2O3 یک ترکیب شیمیایی با شناسه پاب‌کم 517277 است. که جرم مولی آن 151.9904 g/mol می‌باشد. شکل ظاهری این ترکیب، بلورهای سبز روشن مایل به تیره است. این جامد یونی نامحلول در آب غیر سمی است ولی می‌تواند تحریک‌کننده مخاط باشد. همچنین به عنوان کتالیزگر در بعضی واکنش‌های آلی شرکت می‌کند.

## کاربردها
اکسید کروم(III) به جهت پایداری زیاد آن برای ساخت لعاب ظروف و به عنوان رنگدانه برای تولید رنگ زبرجدی سیر در صنایع رنگرزی مورد استفاده قرار می‌گیرد. همچنین از صفحات سمباده کروم(III)اکسید برای پرداخت قطعات فلزی مانند چاقو استفاده می‌شود. کروم(III)اکسید طی واکنش زیر پیش ساز اکسید کروم(IV) که در ساخت نوارهای مغناطیسی به کار می‌رود نیز می‌باشد:                 
Cr2O3+ 3CrO3 → 5CrO2+ O2

## واکنش‌ها
این جامد یونی سبز رنگ یکی از محصولات واکنش معروف کوه آتش فشان(تجزیه آمونیوم دی‌کرومات) می‌باشد:                 
(NH4)2Cr2O7(s)→ Cr2O3(s) + N2(g) + 4H2O(g)
کروم(III)اکسید طی واکنش زیر توسط آلومینیوم کاهش می‌یابد:                  (Cr2O3(s)+ 2Al(s) → 2 Cr(l) +Al2O3(s                                                                      
همچنین کروم(III)اکسید با کربن و کلر در اثر گرما واکنش می‌دهد و کروم(III)کلرید و کربن مونواکسید تولید می‌کند:                                  
(Cr2O3(s)+ 3Cl2(g) + 3C(s) → 2CrCl3(s) + 3CO(g